# La Guàrdia (Serdinyà)

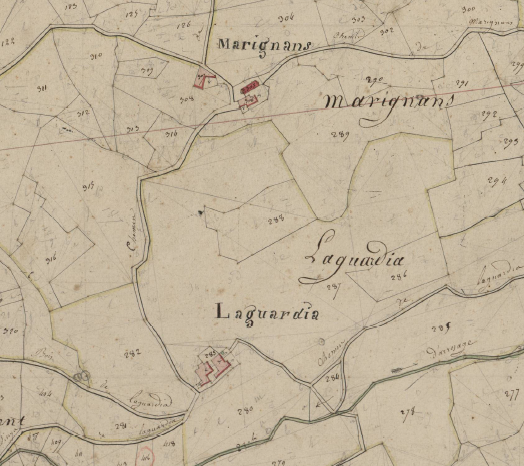
La Guàrdia i Marinyans en el Cadastre napoleònic del 1812 (Arxius Departamentals dels Pirineus Orientals)

La Guàrdia és actualment una explotació agrària de la comuna de Serdinyà, a la comarca del Conflent, de la Catalunya del Nord. Havia estat un poble, i hi havia hagut una torre de guaita, d'on el nom del poble.
Es troba a l'esquerra de la Tet, sota el lloc de Marinyans, al principi d'un coster, a uns 650 metres a llevant de Serdinyà, al nord de la carretera N - 116, a menys de 50 metres més d'altitud que el cap de la comuna.
El 1225 està documentat el lloc de la Guàrdia, i el 1389, la Torre de la Guàrdia.